# شاكتي

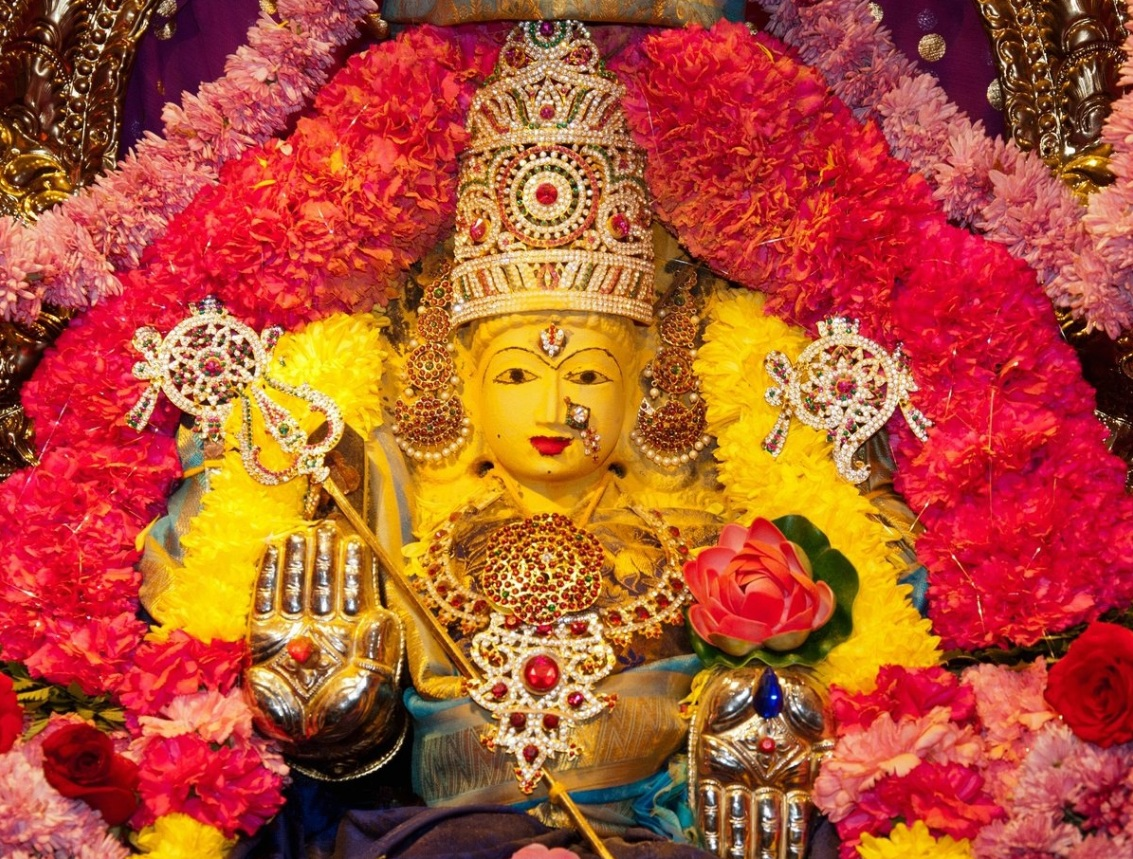
شكاتي

شَكْتِ تعني القوة أو الطاقة وهي في الهندوسية فكرة أو تجسد الجانب الأنثوي للآلهة ويشار إليها أحيانا بالأم الإلهية وتمثل القوة الإلهية المؤنثة الفعالة. تعبد شاكتي في طائفة الشاكتية على أنها الكائن الأعلى لكن في فرق أخرى من الهندوسية تجسد شَكْتِ قوة وطاقة الآلهة المذكرة مثل فيشنو في الفيشنوية وشيفا في الشيفية. شَكْتِ فيشنو تسمى لاكشمي وشاكتي فيشنو هي بارفاتي.